# Arctosa harraria
Arctosa harraria este o specie de păianjeni din genul Arctosa, familia Lycosidae, descrisă de Roewer, 1960.
Este endemică în Etiopia. Conform Catalogue of Life specia Arctosa harraria nu are subspecii cunoscute.